# Tephritis umbrosa
Tephritis umbrosa är en tvåvingeart som beskrevs av Dirlbek 1968. Tephritis umbrosa ingår i släktet Tephritis och familjen borrflugor.
Artens utbredningsområde är Afghanistan. Inga underarter finns listade i Catalogue of Life.